# کبلیتسه
کبلیتسه (به چکی: Keblice) یک منطقهٔ مسکونی در جمهوری چک است که در ناحیه لیتومیریتسه واقع شده‌است. کبلیتسه ۵٫۰۸ کیلومتر مربع مساحت و ۳۸۳ نفر جمعیت دارد و ۱۵۳ متر بالاتر از سطح دریا واقع شده‌است.